# Brachia
Brachia is een geslacht van vlinders van de familie slakrupsvlinders (Limacodidae).

## Soorten
- B. albiviata (Hampson, 1910)
- B. amblygrapta Janse, 1964
- B. argentolineata Wichgraf, 1922
- B. argyrogramma Karsch, 1896
- B. breijeri (Janse, 1964)